# Магритт (премия)
Премия «Магритт» (фр. Magritte du cinéma) — кинематографическая награда, с 2011 года вручаемая Академией Андре Дельво за кинематографические достижения в бельгийской киноиндустрии.
Церемония вручения премии проходит ежегодно в феврале и считается аналогом французского «Сезара» или американского «Оскара».

## Академия Андре Дельво
В 2010 году ассоциация «Союз французских кинопродюсеров» (фр. Union des producteurs de films francophones, UPFF) во главе с президентом Патриком Куинетом и ассоциация авторов Pro Spère во главе с Люком Жабоном основали Академию Андре Дельво. Целью создания Академии было продвижение и развитие бельгийского кино и объединение пяти отраслей киноиндустрии, включающих актёров, режиссёров, продюсеров, технический персонал и сценаристов. Организация была названа именем бельгийского кинорежиссёра Андре Дельво (1926—2002).
В состав совета директоров Академии Андре Дельво входят: Люк Жабон (Pro Spère), Патрик Кине («Союз продюсеров франкоязычного кино»), Фредерик Делькор (Кино и аудиовизуальной центр Французской общины Бельгии), Николь Жилле (Международный кинофестиваль франкоязычных фильмов в Намюре), Филипп Рейнарт (Wallimage), Филипп логии (BeTV) и кинорежиссёры Жако Ван Дормель и Дэн Куки.
Членами Академии являются более 650 человек разных кинематографических профессий, подавляющее большинство которых являются выходцами из Бельгии. Однако в Академию принимаются и кинопрофессионалы из других стран мира.

## История премии
В связи с отменой премии Жозефа Плато, которая проводилось с 1985 по 2006 год и была поглощена Гентским международным кинофестивалем в 2007 году, и отсутствием в Бельгии национальной кинематографической премии Академия Андре Дельво основала премию «Магритт».
Премия была названа в честь художника сюрреалиста Рене Магритта. Разрешение на использование Академией имени художника было предоставлено Чарли Герсковики, основателем Фонда Магритта. Статуэтка награды была создана Ксавье Ластом, бельгийским дизайнером, который черпал вдохновение в плакате под названием «Незабываемые моменты кино» (фр. Moments inoubliables du cinema), созданным Рене Магриттом для кинофестиваля 1958 года.
Первая церемония награждения премии «Магритт» состоялась 5 февраля 2011 под председательством Жако Ван Дормеля в конференц-центре «Квадрат» в историческом месте Mont des Arts в Брюсселе. Было представлено 20 категорий наград для чествования актёров, режиссёров и других кинематографистов, чьи работы вышли в течение 2009—2010 годов.

## Правила и голосования
Процедура голосования в Академии Андре Дельво, почётными членами которого по состоянию на 2015 год является 800 человек, происходит в интернете (на официальном сайте Магритт дю Синема) в 2 тура: первый определяет кандидатов, второй — победителей. Списки, по которым голосуют члены Академии Андре Дельво, составляются Советом Академии. На награду претендуют работы бельгийских режиссёров (или тех, кто проживал в Бельгии в течение пяти лет). Для участия в конкурсе принимаются фильмы, которые демонстрировались в кинотеатрах Бельгии, по крайней мере, в течение недели между 15 октября предыдущего года и 15 октября текущего года. В декабре сборник этих фильмов на DVD-носителях отправляется для голосования членам Академии.
Все члены Академии имеют право голоса в большинстве категорий, за исключением «Почётного „Магритта“», получатели которого определяются Советом директоров Академии. После объявления номинаций в январе проходят специальные показы фильмов-номинантов на премию «Магритт».

## Категории
| Категория                                         | Оригинальное название                                | Год    |
| ------------------------------------------------- | ---------------------------------------------------- | ------ |
| Лучший фильм                                      | Magritte du meilleur film                            | с 2011 |
| Лучший режиссёр                                   | Magritte du meilleur réalisateur                     | с 2011 |
| Лучший фламандский фильм                          | Magritte du meilleur film flamand                    | с 2012 |
| Лучший иностранный фильм совместного производства | Magritte du meilleur film étranger en coproduction   | с 2012 |
| Лучший первый фильм                               | Magritte du premier film                             | с 2013 |
| Лучший актёр                                      | Magritte du meilleur acteur                          | с 2011 |
| Лучшая актриса                                    | Magritte de la meilleure actrice                     | с 2011 |
| Лучший актёр второго плана                        | Magritte du meilleur acteur dans un second rôle      | с 2011 |
| Лучшая актриса второго плана                      | Magritte de la meilleure actrice dans un second rôle | с 2011 |
| Самый многообещающий актёр                        | Magritte du meilleur espoir masculin                 | с 2011 |
| Самая многообещающая актриса                      | Magritte du meilleur espoir féminin                  | с 2011 |
| Лучший оригинальный или адаптированный сценарий   | Magritte du meilleur scénario original ou adaptation | с 2011 |
| Лучший оператор                                   | Magritte de la meilleure image                       | с 2011 |
| Лучшие костюмы                                    | Magritte des meilleurs costumes                      | с 2011 |
| Лучшие декорации                                  | Magritte de la meilleure image                       | с 2011 |
| Лучший монтаж                                     | Magritte du meilleur montage                         | с 2011 |
| Лучший звук                                       | Magritte du meilleur son                             | с 2011 |
| Лучшая оригинальная музыка                        | Magritte de la meilleure musique originale           | с 2011 |
| Лучший короткометражный игровой фильм             | Magritte du meilleur court-métrage de fiction        | с 2011 |
| Лучший короткометражный анимационный фильм        | Magritte du meilleur court-métrage d’animation       | с 2016 |
| Лучший полнометражный документальный фильм        | Magritte du meilleur documentaire                    | с 2011 |
| Лучший короткометражный документальный фильм      | Magritte du meilleur court métrage documentaire      | с 2022 |
| Почётный «Магритт»                                | Magritte d’honneur                                   | с 2011 |

| Категория                             | Оригинальное название              | Год           |
| ------------------------------------- | ---------------------------------- | ------------- |
| Приз зрительских симпатий             | Prix du public                     | 2011—2012     |
| Лучший фильм совместного производства | Magritte du meilleure coproduction | только в 2011 |
| Лучший короткометражный фильм         | Magritte du meilleur court-métrage | 2011—2015     |

## Церемонии
Ниже приведён список всех церемоний награждения премией «Магритт».
| Церемония | Дата            | Лучший фильм             | Президент церемонии      | Ведущ(ая)ий           |
| --------- | --------------- | ------------------------ | ------------------------ | --------------------- |
| 1-я       | 5 февраля 2011  | «Господин Никто»         | Жако ван Дормаль         | Элена Ногерра         |
| 2-я       | 4 февраля 2012  | «Принцесса де Монпансье» | Бертран Тавернье         | Элена Ногерра         |
| 3-я       | 2 февраля 2013  | «После любви»            | Йоланда Моро             | Фабрицио Ронджоне     |
| 4-я       | 1 февраля 2014  | «Эрнест и Селестина»     | Эмили Декьенн            | Фабрицио Ронджоне     |
| 5-я       | 7 февраля 2015  | «Два дня, одна ночь»     | Франсуа Дамьен           | Шарли Дюпон           |
| 6-я       | 6 февраля 2016  | «Новейший завет»         | Мари Жиллен              | Шарли Дюпон           |
| 7-я       | 4 февраля 2017  | «Первый, последний»      | Виржини Эфира            | Анн-Паскаль Клерамбур |
| 8-я       | 3 февраля 2018  | «Свадьба»                | Наташа Ренье             | Фабрицио Ронджоне     |
| 9-я       | 2 февраля 2019  | «Наши сражения»          | Венсан Патар Стефан Обье | Алекс Визорек         |
| 10-я      | 1 февраля 2020  | «Материнский инстинкт»   | Паскаль Дюкенн           | Коди                  |
| 11-я      | 12 февраля 2022 | «Жизнь, полная безумия»  | Тьерри Мишель            | Ашиль Ридольфи        |
| 12-я      | 4 марта 2023    | «Никто не должен знать»  | Любна Азабаль            | Патрик Ридремон       |
| 13-я      | 9 марта 2024    | «Любовь глазами Дальвы»  | Були Ланнерс             | Патрик Ридремон       |